# Politiezone BODUKAP
De politiezone BODUKAP (zonenummer 5359) is een Belgische politiezone die zich uitstrekt over de gemeenten Bonheiden, Duffel, Sint-Katelijne-Waver en Putte in de Belgische provincie Antwerpen. De politiezone behoort tot het gerechtelijk arrondissement Antwerpen.
De zone wordt geleid door korpschef Jelle Cotemans.
Het hoofdcommissariaat van de politiezone is gevestigd in een nieuw gebouw gelegen aan de Berlaarbaan 227 in Sint-Katelijne-Waver.

## Wijkindelingen
- Bonheiden

1. Putsesteenweg
2. Mechelsesteenweg
3. Bonheiden dorp
4. Weynesbaan (Mart)
5. Dorp Rijmenam (centrum)

- Duffel

1. Perwijsveld
2. Mijlstraat
3. Duffel-West
4. Wijk Ter Elst

- Sint-Katelijne-Waver

1. Centrum (Sint-Katelijne-Waver)
2. Onze-Lieve-Vrouw-Waver
3. Pasbrug
4. Elzestraat

- Putte

1. Putte (Noord)
2. Putte (Zuid)
3. Beerzel (Noord)
4. Beerzel (Zuid)
5. Peulis
6. Grasheide

## Trivia
- De complementaire naam van de politiezone 5359, BODUKAP, is een acroniem gevormd door de eerste letter van de vier gemeenten waarover de politiezone zich uitstrekt.